# 61e régiment de marche
Pour les articles homonymes, voir 61e régiment.
Le 61e régiment d'infanterie de marche (ou 61e régiment de marche) est un régiment d'infanterie français, qui a participé à la guerre franco-allemande de 1870.

## Création et différentes dénominations
- 6 décembre 1870 : formation du 61e régiment d'infanterie de marche
- 1er avril 1871 : fusion dans le 61e régiment d'infanterie de ligne

## Chef de corps
Par décret du 24 novembre 1870, le lieutenant-colonel Isnard de Sainte-Lorette doit prendre le commandement du régiment mais il est remplacé dès le 29 novembre 1870 par le lieutenant-colonel Dauriac.

## Historique
Le 61e régiment de marche est formé à Clermont-Ferrand le 6 décembre 1870, à trois bataillons de six compagnies.
Le 18 décembre, le 24e corps d'armée est créé et le 61e de marche est affecté à la 1re division de ce corps. Le corps est réorganisé le 24 décembre et le régiment passe à la 1re brigade de la 2e division. Il combat avec l'armée de l'Est, chargée d'aller dégager la garnison de Belfort. Le 13 janvier 1871, le 61e de marche soutient l'assaut du 60e de marche qui s'empare d'Arcey puis d'Aibre. Lors de la bataille d'Héricourt, les Ier et IIe bataillons du 61e prennent, avec le 60e de marche le 15 janvier Bussurel mais, manquant de mordant et freinée par l'artillerie prusienne, leur attaque ne débouche pas. Le IIIe bataillon, égaré, se joint à l'attaque d'Héricourt menée par le 20e corps le lendemain.
Il est interné en Suisse le 1er février 1871,.
Libéré, il fusionne le 1er avril 1871 dans le 61e régiment d'infanterie de ligne.